# ماريسول ريبيرو
ماريسول ريبيرو (بالبرتغالية: Marisol Ribeiro‏) (عرفت باسم ماريسول ريبيرو فيريرا، 19 يوليو 1984 في ساو باولو) ممثلة برازيلية.

## روابط خارجية
- الموقع الرسمي
- ماريسول ريبيرو على موقع IMDb (الإنجليزية)
- ماريسول ريبيرو على موقع قاعدة بيانات الفيلم (الإنجليزية)